# Melanie Nocher
Melanie Nocher (Belfast, Reino Unido, 18 de junio de 1988) es una deportista irlandesa que compitió en natación, especialista en el estilo espalda. Ganó una medalla de bronce en el Campeonato Europeo de Natación en Piscina Corta de 2011, en la prueba de 200 m espalda.

## Palmarés internacional
| Campeonato Europeo en Piscina Corta | Campeonato Europeo en Piscina Corta | Campeonato Europeo en Piscina Corta | Campeonato Europeo en Piscina Corta |
| Año                                 | Lugar                               | Medalla                             | Prueba                              |
| ----------------------------------- | ----------------------------------- | ----------------------------------- | ----------------------------------- |
| 2011                                | Szczecin (Polonia)                  | Medalla de bronce                   | 200 m espalda                       |